# Hygiejnebind
Hygiejnebind er brugt som beskyttelse, når kvinder har vaginale blødninger. Det vil typisk være fra menstruation, men kan også stamme fra fx abort eller operation.

## Historie
Igennem tiderne har kvinder brugt forskellige former for beskyttelse under menstruationsperioden. De første bind var strikkede eller hæklede, men det udviklede sig fra gamle klude og tekstiler til de bind, vi kender i dag. Fra 1930’erne til 1950’erne var hygiejnebind normalt lavet af gamle klude eller andre tekstiler, som man syede om, og når de var gennemblødte, blev de vasket og hængt til tørre, normalt under et lagen, så andre ikke kunne se dem. Sygeplejersker efter 2. verdenskrig brugte billigt bandager med savsmuld til at absorbere blodet. De var billige nok til at smide ud, og forgængeren til den slags bind vi har i dag.

### Bindene i dag
Man kan også få dem både til nat og til dag. Natbind er ofte tykkere, større og længere, hvorimod dagbindet er ”normal” størrelse (så man ikke kan se dem i stramt tøj) og tyndere. Natbindet suger dog bedre. Nogle kvinder vælger at have natbind på hele menstruationsperioden, hvis de bløder kraftigt eller bare vil sikre sig, at de ikke bløder over.